# Jovan Žujović
Jovan Žujović, cyr. Јован Жујовић (ur. 18 października 1856 w Brusnicy, zm. 19 lipca 1936 w Belgradzie) – serbski polityk, geolog, mineralog i paleontolog.

## Życiorys
Ukończył studia filozoficzne na Uniwersytecie w Belgradzie i antropologiczne w Paryżu. Po powrocie do kraju otrzymał posadę w katedrze mineralogii na Uniwersytecie Belgradzkim, a w 1883 stanowisko profesora. Prowadził badania z zakresu geologii Serbii i paleontologii. W latach 1880–1900 przygotował pierwszą geologiczną mapę Serbii, w 1889 założył pierwsze czasopismo geologiczne w tym kraju (Геолошки анали Балканскога полуострва), a także doprowadził w 1891 do założenia Serbskiego Towarzystwa Geologicznego. Kolekcja Žujovicia stała się podstawą stworzenia Muzeum Przyrodniczego w Belgradzie.
Należał do grona założycieli w 1887 Serbskiej Akademii Królewskiej, a w latach 1915–1921 kierował jej pracami.
Od 1901 zaangażował się w działalność polityczną. W tym samym roku zasiadł w Senacie, a w 1905 otrzymał tekę ministra spraw zagranicznych, którą sprawował przez pięć miesięcy. Trzy lata później objął tekę ministra oświaty. W czasie I wojny światowej przebywał w Paryżu z misją organizowania szkół dla serbskich uchodźców.
Odznaczony Orderem Św. Sawy I kl., Krzyżem Miłosierdzia i francuską Legią Honorową.

## Dzieła
- 1886: Geologische Uebersicht des Knigreiches Serbien, wyd. Wiedeń
- 1887: Петрографска минералогија
- 1889: Основи за геологију Краљевине Србије
- 1893: Sur les roches éruptives de la Serbie, wyd. Paryż
- 1893: Sur les terrains sédimentaires de la Serbie, wyd. Paryż
- 1893-1900: Геологија Србије, tom 1-2
- 1921: Геолошка грађа околине села Бољетина
- 1924: Les roches eruptives de la Serbie
- 1931: Снабдевање села водом. Извори и бунари